# Mark Greenwald
Mark William Greenwald (* 1. Dezember 1968 in Chicago) ist ein ehemaliger US-amerikanischer Eisschnellläufer.

## Werdegang
Greenwald wurde im Jahr 1991 US-amerikanischer Meister im Großen Vierkampf und trat international erstmals bei den Juniorenweltmeisterschaften 1986 in Québec in Erscheinung, wobei er den 24. Platz im Kleinen Vierkampf errang. In den folgenden Jahren belegte er bei den Juniorenweltmeisterschaften 1987 in Strömsund den achten Platz im Kleinen Vierkampf, bei der Mehrkampfweltmeisterschaft 1988 in Alma Ata den 12. Rang im Großen Vierkampf und bei den Olympischen Winterspielen 1988 in Calgary den 11. Platz über 1500 m sowie den neunten Rang über 5000 m. Zudem nahm er von 1987 bis 1991 an 27 Läufen im Eisschnelllauf-Weltcup teil und erreichte im Februar 1990 in Klobenstein mit dem zehnten Platz über 5000 m seine beste Platzierung in dieser Rennserie. Bei der Winter-Universiade 1991 in Sapporo wurde er Siebter über 5000 m. Letztmals international startete er bei den Olympischen Winterspielen 1992 in Albertville, wobei er den 24. Platz über 10.000 m und den 19. Platz über 5000 m errang. Neben dem Sport erwarb er einen Abschluss in International Business an der Indiana University und studierte später Kinesiologie an der University of Calgary, wo er dort auch Professor in dieser Abteilung wurde. Er war außerdem als Programmmanager und Sportdirektor des Calgary Olympic Ovals tätig.

## Erfolge

### Olympische Spiele
- 1988 Calgary: 9. Platz 5000 m, 11. Platz 1500 m
- 1992 Albertville: 19. Platz 5000 m, 24. Platz 10.000 m

### Mehrkampf-Weltmeisterschaften
- 1988 Alma Ata: 12. Platz Großer Vierkampf

## Persönliche Bestleistungen
| Disziplin | Zeit         | Datum            | Ort         |
| --------- | ------------ | ---------------- | ----------- |
| 500 m     | 39,75 s      | 5. März 1988     | Alma Ata    |
| 1000 m    | 1:18,46 min  | 4. März 1989     | Klobenstein |
| 1500 m    | 1:54,54 min  | 13. Februar 1988 | Calgary     |
| 3000 m    | 4:10,54 min  | 20. Januar 1990  | Butte       |
| 5000 m    | 6:51,98 min  | 13. Februar 1988 | Calgary     |
| 10.000 m  | 14:38,75 min | 28. Januar 1990  | Calgary     |